# Hedfiltbi
Hedfiltbi (Epeolus cruciger) är en art i insektsordningen steklar som tillhör familjen långtungebin och släktet filtbin. Den kallas även krucifixfiltbi.

## Beskrivning
Arten är ett litet bi med en kroppslängd av 6 till 8 mm. Färgen är huvudsakligen svart med rödaktiga markeringar på kroppen och benen. Längs bakkroppens sidor har den stora, vita till brungula, filtartade fläckar. Behåringen på övre delen av huvudet och mellankroppens rygg är mycket kort. Honan har oftast överläppen, bakre delen av mellankroppens rygg och tergit 6 rödaktiga.

## Ekologi
Arten förekommer i sandbetonade biotoper som flygsandfält, klitter och nerlagda sandtag, men även på hedar, mossmarker och gles tallskog. Hedfiltbiet är boparasit hos sidenbina Colletes hederae, klöversidenbi (Colletes marginatus) och ljungsidenbi (Colletes succinctus) och lägger sina ägg i dessas bon, där filtbilarverna sedan lever av det insamlade pollenförrådet. Formen som lägger ägg i bona hos klöversidenbi är tydligt mindre, och betraktas av vissa som taxonomatiskt distinkt.
Flygtiden varar från juli till mitten av september. Hedfiltbiet besöker blommor som ljung, harklöver, renfana, blåmunkar, stånds, fibblor och mynta.

## Utbredning
Utbredningsområdet omfattar stora delar av Europa norrut till Finland och västerut till England. Åsikterna varierar om dess utbredning i övrigt: Internationella naturvårdsunionen (IUCN) menar, att den troligtvis är endemisk för Europa, medan Artdatabanken anger att arten även förekommer i Mellanöstern.
I Sverige finns den i Götaland och Svealand, samt har under 2000-talet troligtvis nått Norrlandskusten i Ångermanland.
I Finland har artens största utsträckning sedan andra hälften av 1900-talet varit från Åland och sydkusten norrut till Södra Karelen, med tonvikt på Nyland och Egentliga Finland, men den har gått tillbaka under 2000-talet och finns år 2025 främst i Nyland. Senaste observationen på Åland var år 2002, Södra Karelen år 1961, och Egentliga Finland år 2005.

## Bevarandestatus
Arten minskar generellt i Europa, och IUCN klassificerar den som nära hotad ("NT"). Främsta skälet är att den huvudsakliga värden, ljungsidenbi, minskar i södra och centrala Europa, något som i sin tur beror på att hedlandskapen som biotop minskar i hela Europa samt att sandmarker igenplanteras eller konverteras till åkermark. Samma klassificering har arten i Finland. I Sverige är arten dock inte rödlistad utan klassificeras som livskraftig ("LC").